# Ditassa albiflora
Ditassa albiflora är en oleanderväxtart som beskrevs av Rudolf Schlechter. Ditassa albiflora ingår i släktet Ditassa och familjen oleanderväxter. Inga underarter finns listade i Catalogue of Life.